# Енліль-бані
Енліль-бані — цар Ісіна.

## Правління
Садовник Енліль-бані був поставлений на царство як «підмінний цар», імовірно, з метою відведення від справжнього царя лихої долі, що її напророкували гадателі. Після доволі дивної смерті Ерра-імітті (відповідно до пізньої хроніки він вдавився гарячою кашею, через що й помер) Енліль-бані проголосив себе справжнім царем. Насправді ж незрозуміло, яким чином Енліль-бані вдалось утриматись на престолі і які сили за ним стояли. Відомо лише, що Енліль-бані правив царством не гірше, ніж його попередник. Однак, можливо, таке оповідання покликане узаконити просту узурпацію трону.
Енліль-бані зміг повернути Ніппур, де побудував кілька нових храмів. Також він заново збудував міську стіну Ісіна, яка прийшла у неналежний стан. Окрім того, за часів його правління до Ніппура були доставлені дві великі мідні статуї, присвячені Нінгаль, які задовго до того виготовив ще цар Іддін-Даган. Наприкінці свого правління Енліль-бані знову втратив контроль над Ніппуром.